# Frances
Frances je žensko ime.

## Osobe s imenom Frances
- Frances Cleveland (1864. – 1947.), prva dama Sjedinjenih Američkih Država
- Frances Conroy (rođena 1953.), američka glumica
- Frances Howard (glumica) (1903. – 1976.), američka glumica
- Frances McDormand (rođena 1957.), američka glumica
- Frances Elizabeth Wynne (1836. – 1907.), velška umjetnica